# Luisa Celentano

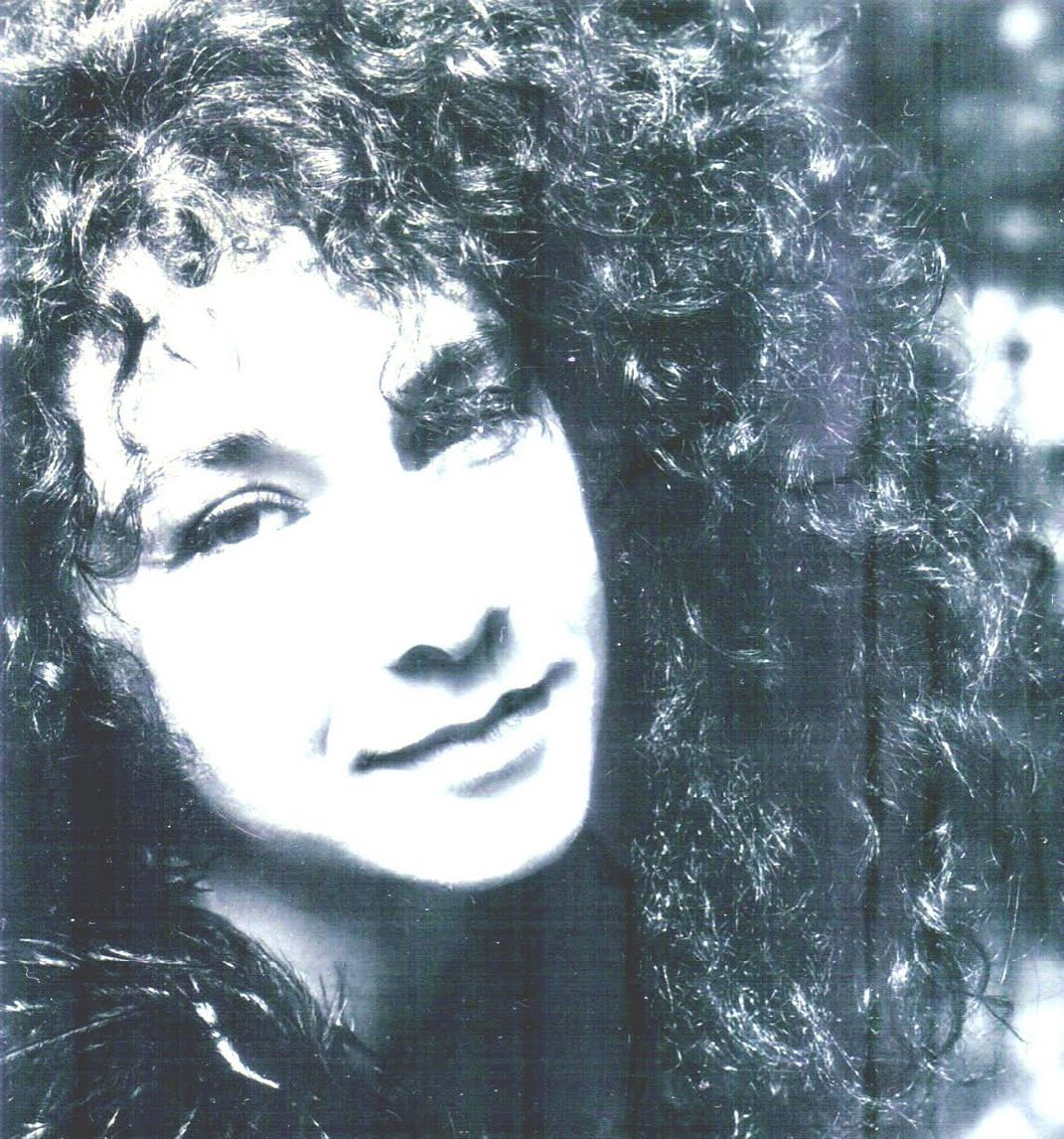
Luisa Celentano

Luisa Celentano (* 11. März 1965 in Sarno, Kampanien, Italien) ist eine süditalienische Jazzsängerin, Weltmusikerin, Gesangspädagogin, freischaffende Künstlerin.

## Leben und Wirken
Ihr musikalischer Einfluss stammt von ihrem Vater, der über eine gewaltige Tenorstimme verfügte und gerne Opern sang und dem traditionellen neapolitanischen Liedgut ihrer Mutter. Nach der Emigration ihrer Familie wuchs sie in Deutschland auf.
Ihre Liebe galt zunächst der Werbegrafik und der Malerei, wozu sie von Heilbronn nach Perugia auf die Accademia di Belle Arti u. a. zu Orfei ging. Durch das besondere Timbre ihrer Stimme und ihrer Vorliebe für Ella Fitzgerald gelangte sie schließlich nach Österreich, wo sie in Graz Jazz- und Populargesang an der Universität für Musik und darstellende Kunst, u. a. bei Mark Murphy, Sheila Jordan, Jay Clayton studierte. Später folgte das Studium der ganzheitlichen Gesangspädagogik (IGP). Ihre Abschlüsse: Magisterium und Bachelor (Mag. art., BA).
Es folgten div. CD-Produktionen solistisch und als Gastsolistin mit div. Formationen, Rundfunk- und TV-Auftritte, bei Jazz-Festivals u. a. in Thessaloniki, Plovdiv, Lent Slowenien, Belgrad. Konzertreihen in Kathmandu und Venedig.
Celentano dozierte u. a. am Schubert-Konservatorium und am Vienna-Konservatorium in Wien und erhielt Engagements als Musicaldarstellerin an der Grazer Oper und am Grazer Schauspielhaus.
1990 gewann sie den Band-Wettbewerb Solid Start in Klagenfurt, und es entstand ihr erstes Jazzalbum Weaver of Dreams u. a. mit Klemens Pliem, Reinhold Kogler und Wolfram Derschmidt. 1999 wurde sie Spartensiegerin Jazz beim Kompositionswettbewerb „music award“ in Wien zusammen mit dem Münchner Pianisten Peter Wegele.
2005 entstand ihre Solo-CD „Venice Jazz Project“ mit Alvise Schiavon u. a. 2009 folgte ihr drittes Soloalbum storie mit Werner Radzik, Thorsten Zimmermann, Thomas Mauerhofer u. a.
Celentanos Eigenkompositionen mit Texten in Englisch, Italienisch und im neapolitanischen Dialekt bewegen sich stilistisch zwischen Jazz, Latin und Soul.
Nebenberuflich stellt sie immer wieder ihre überwiegend grafischen Arbeiten aus, u. a. Galerie Hirt in Scheifling, Galerie Dida in Graz, Kleinen Galerie in Wien und führt Auftragsarbeiten aus im Bereich Design, Illustration und Bühnenbild.
2008 war Celentano Preisträgerin beim Cadaque Mini Print-International mit Kaltnadelradierungen in Madrid mit einer kritischen Auseinandersetzung zum Thema „Frau und Kirche“. 2018 gewann sie bei der Firma ADA in der Steiermark den 1. Preis bei einem Designerwettbewerb mit ihrer Erfindung il mobile mobile, einem Stecksystem aus Lärchenholz.
2019 erschien ihr Buch arte e cucina mit traditionellen süditalienischen Rezepten.
2022 „Singen in 10 Schritten“, Stimmbildung für Jazz- und Populargesang

## Diskographie
- storie, Soloalbum 2009, office4music 9120024953418
- Weaver of dreams, Soloalbum 1992, West and East Music, LC 6226, 220003-1
- Why should the audiance be exited, stringle swingers, BR 2027-2
- Different Faces, Lakis Tsimkas, 2004, AN records, Krustophono -04
- Venice Jazz Project, Soloalbum 2005, GN -01

## Veröffentlichungen
- SINGEN IN 10 SCHRITTEN (Stimmbildung), 2022 epubli-Verlag, Sachbuch, ISBN 978-3-7565-0684-2
- arte & cucina - Kunst & Kochen, zweisprachig, epubli-Verlag, Neuauflage 2024, ISBN 9783759833174